# Kasteel Taagepera
Kasteel Taagepera is een landhuis in de plaats Taagepera in de gemeente Tõrva en de provincie Valgamaa in Estland.

## Geschiedenis
Het landgoed is vermoedelijk ontstaan in de 16e eeuw. De Duitse naam was Wagenküll.
Tijdens de Poolse en de Zweedse overheersing van Estland viel het onder de familie Rehbinder. In 1674 werd het landgoed verkocht aan de Zweedse Otto von Stackelberg.
In 1819 werd het bijna failliete landgoed verkocht aan Bernhard Heinrich von Stryk (1746-1829), die in 1782 trouwde met Anna Elisabeth von Oetting (1763-1825). De laatste eigenaar van het landgoed was Hugo von Stryk, de achterkleinzoon van Bernhard Heinrich von Stryk, die het landgoed in 1919 verloor tijdens de landhervorming.

## Complex

### Landhuis
Het hoofdgebouw van het landgoed werd ontworpen door de Estse architect Otto Wildau en gebouwd in de jaren 1907-12. De westelijke hoek van het gebouw omvat een 40 meter hoge toren. Het wordt zowel landhuis (Estisch: Taagepera mõis) als kasteel (Taagepera loss) genoemd.
Na de Estse Onafhankelijkheidsoorlog in 1919 werd het landhuis omgevormd tot een sanatorium. In de late jaren 1930 werd in de omgeving een nieuw gebouw voor het sanatorium neergezet, dat was ontworpen door architect Alar Kotli. Het landhuis bleef tot 2000 als sanatorium in gebruik. Sinds 2002 dient het pand als hotel en conferentiecentrum.

### Begraafplaats
In de late 19e eeuw werd een familiebegraafplaats aangelegd nabij het landhuis. Onder de begravenen bevinden zich:
- Katharina Mathilde von Stryk (née Rogge), geboren 15 juli 1815 - overleden 13 april 1892;
- Bernhard Heinrich Konstantin von Stryk, geboren 29 juli 1827 - overleden 5 januari 1912.

## Galerij

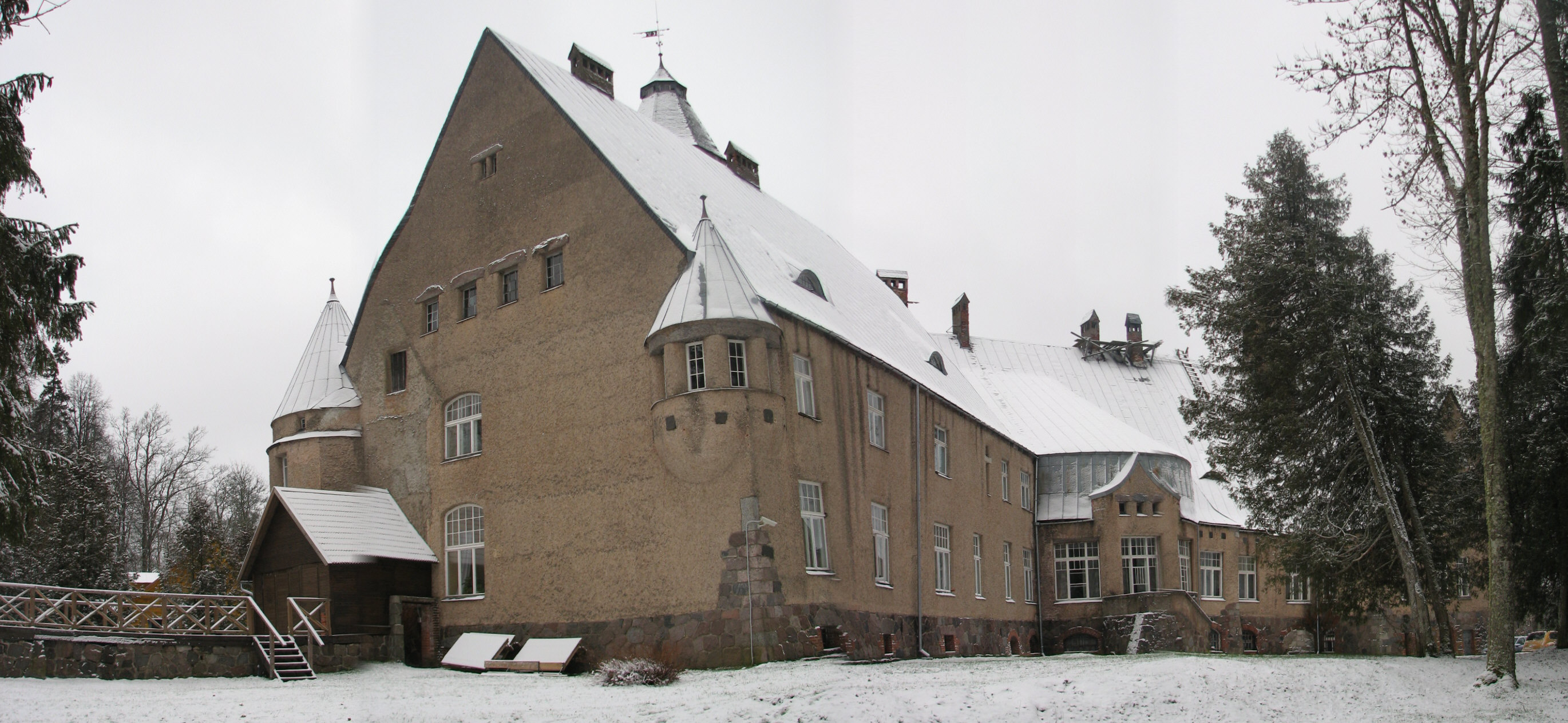
Buitenaanzicht
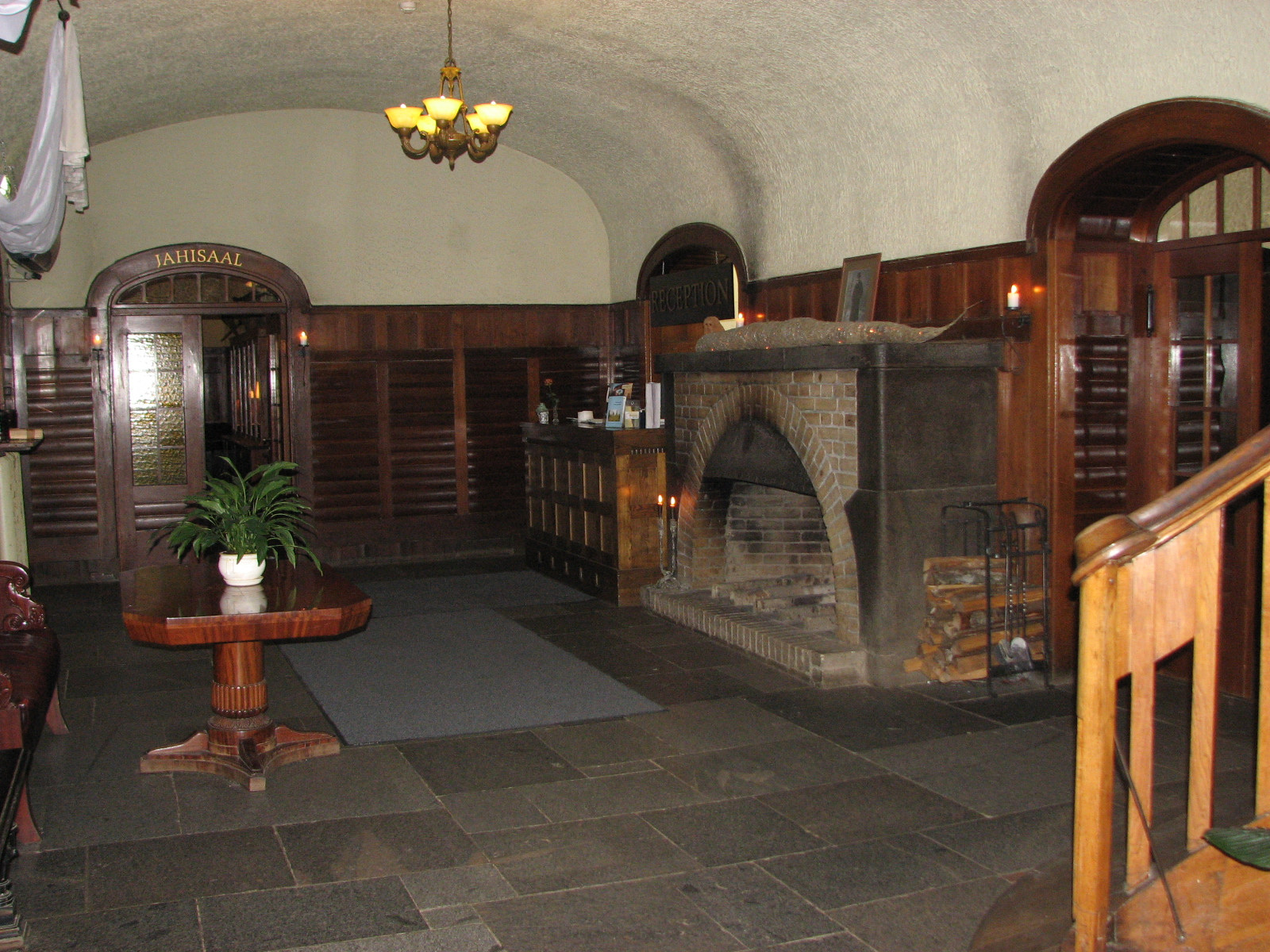
Lobby
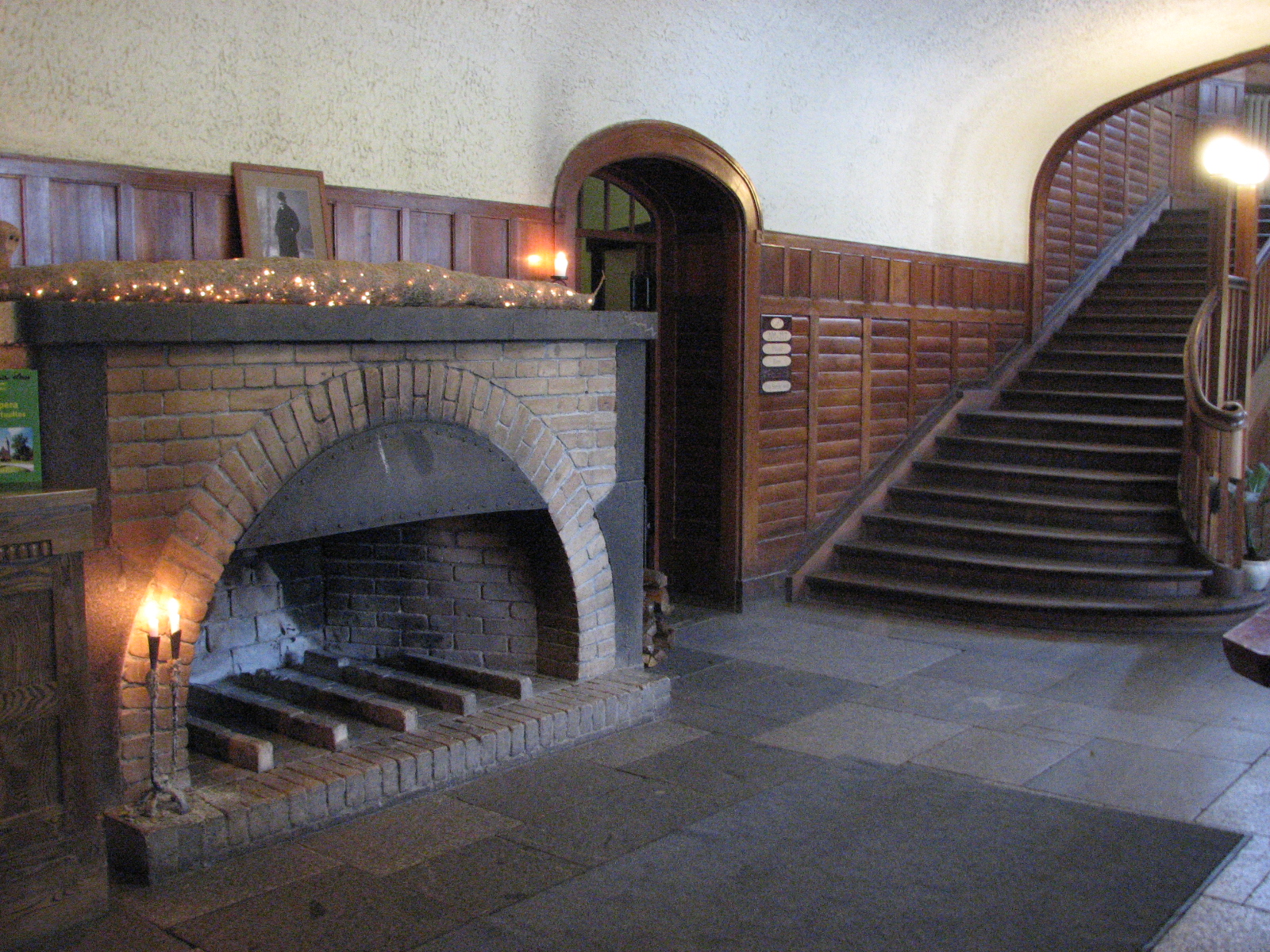
Lobby
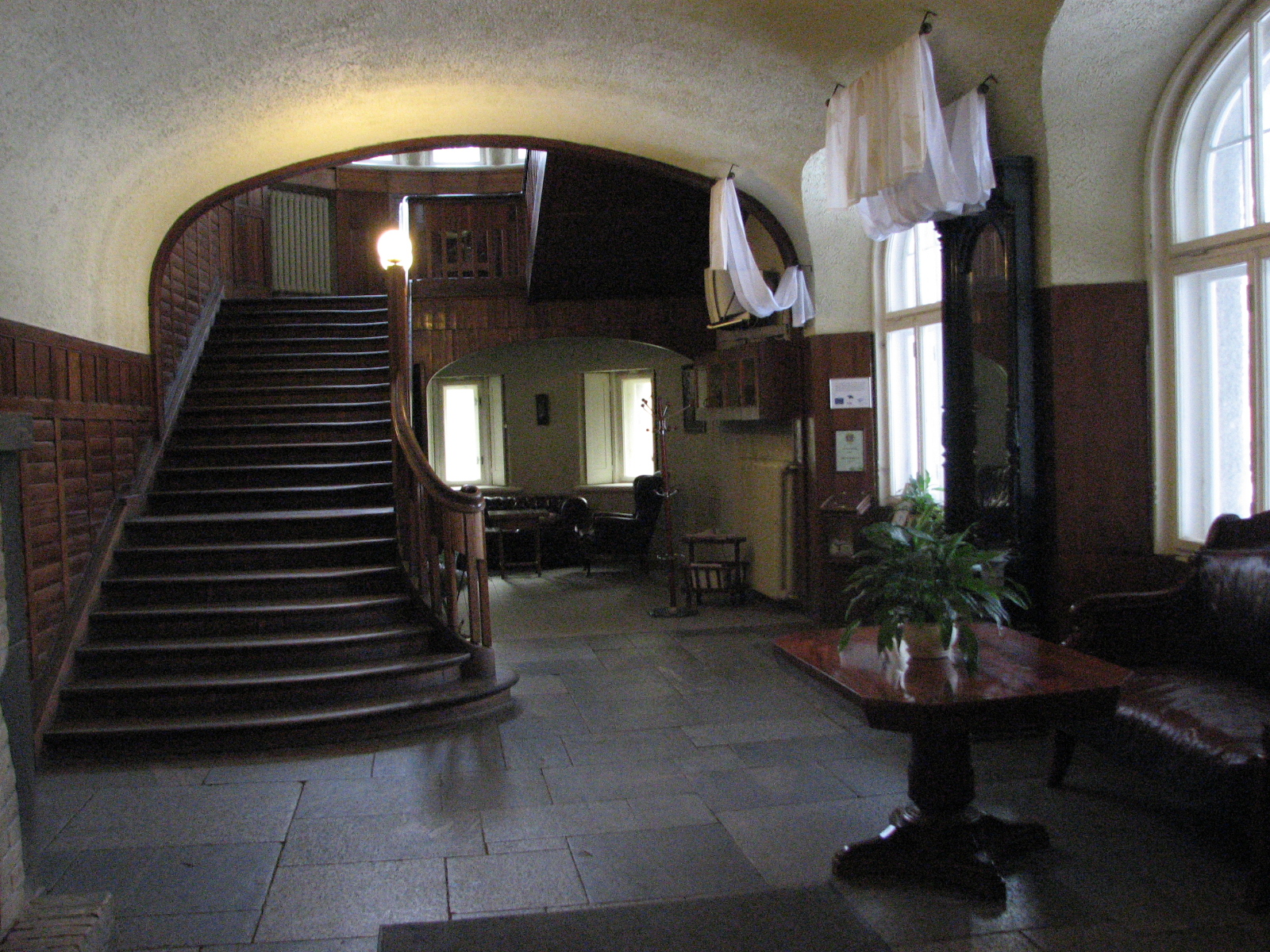
Lobby
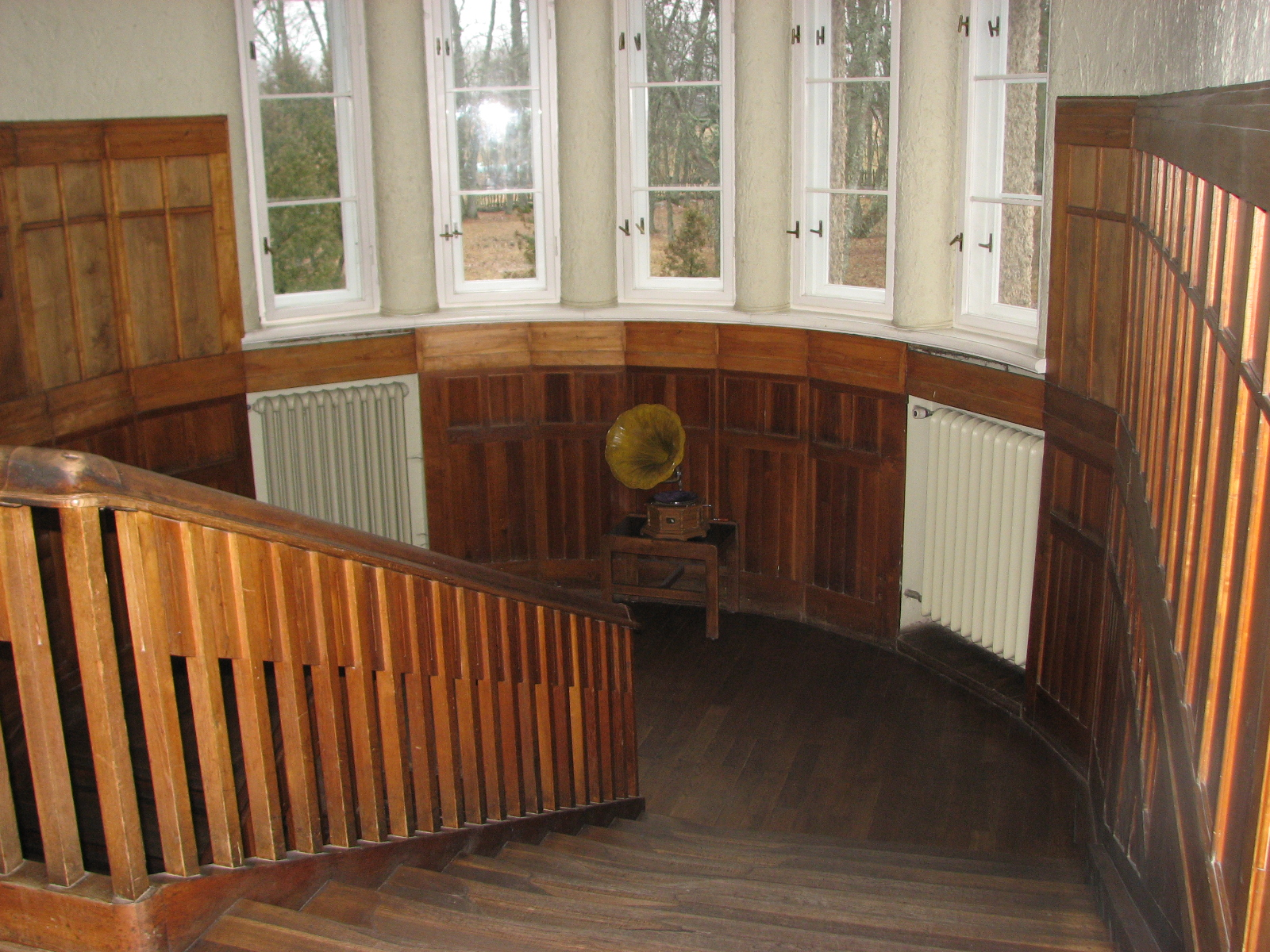
Trap naar de eerste verdieping
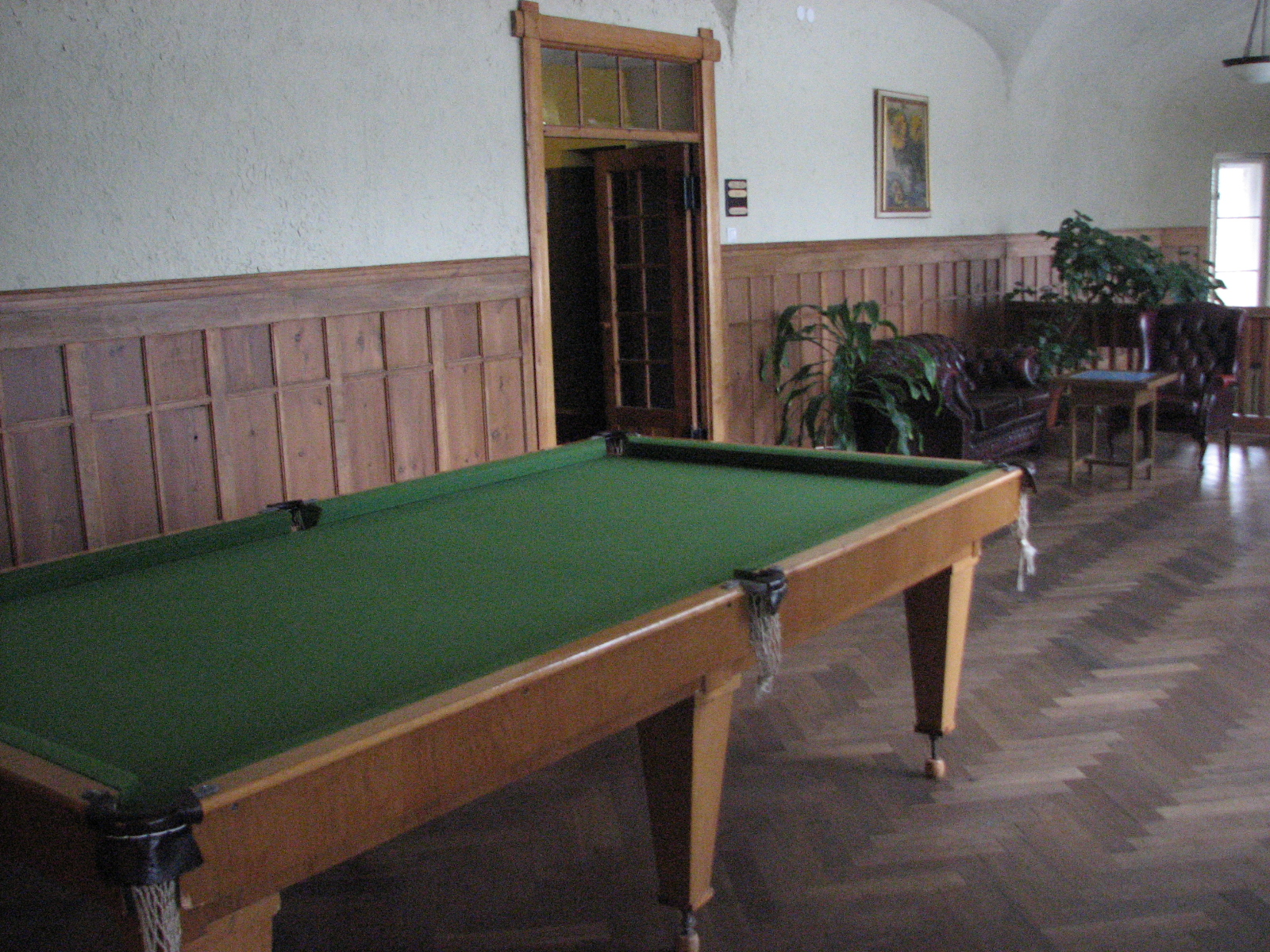
Biljartkamer op de eerste verdieping
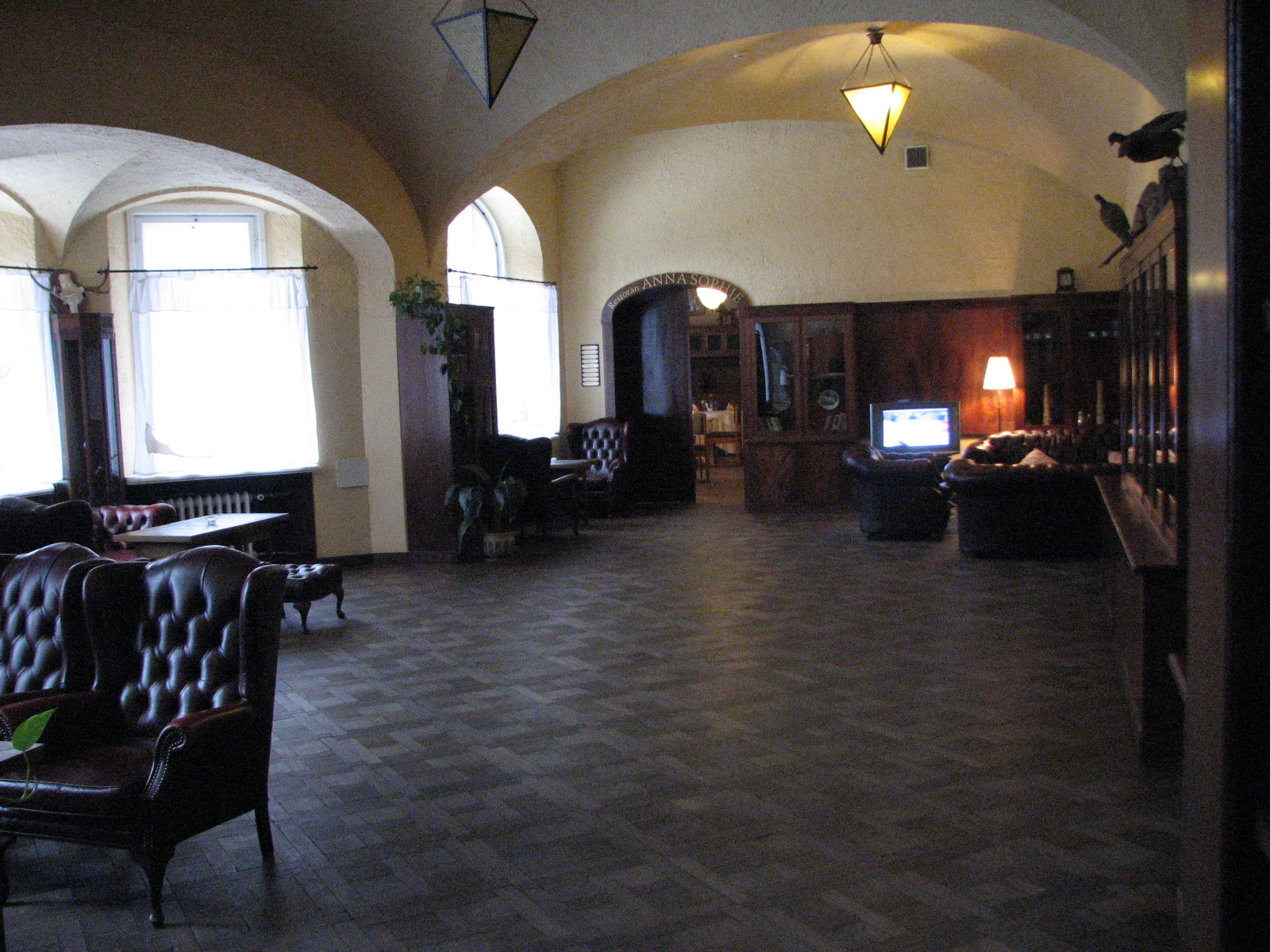
Jahisaal
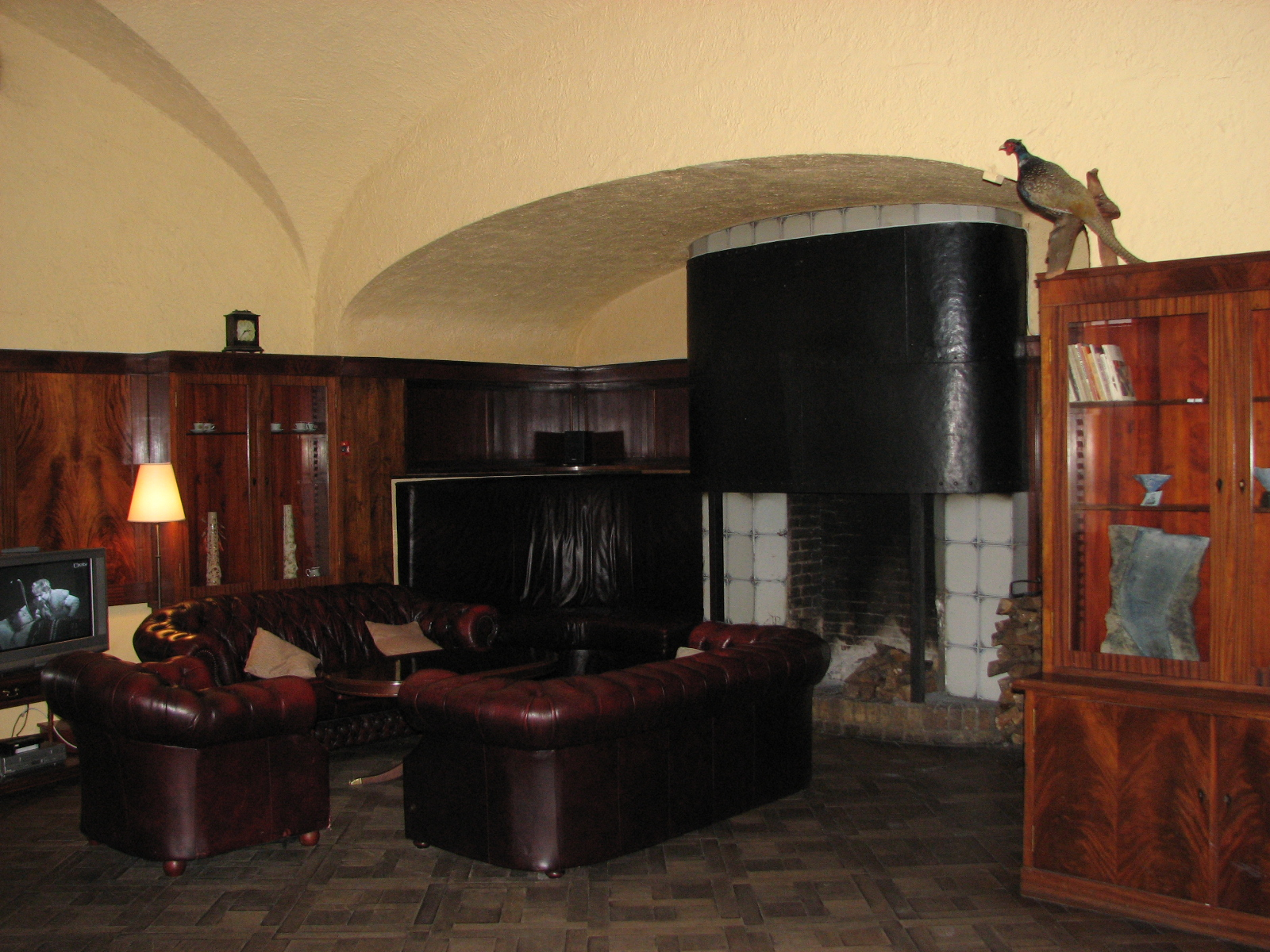
Jahisaal
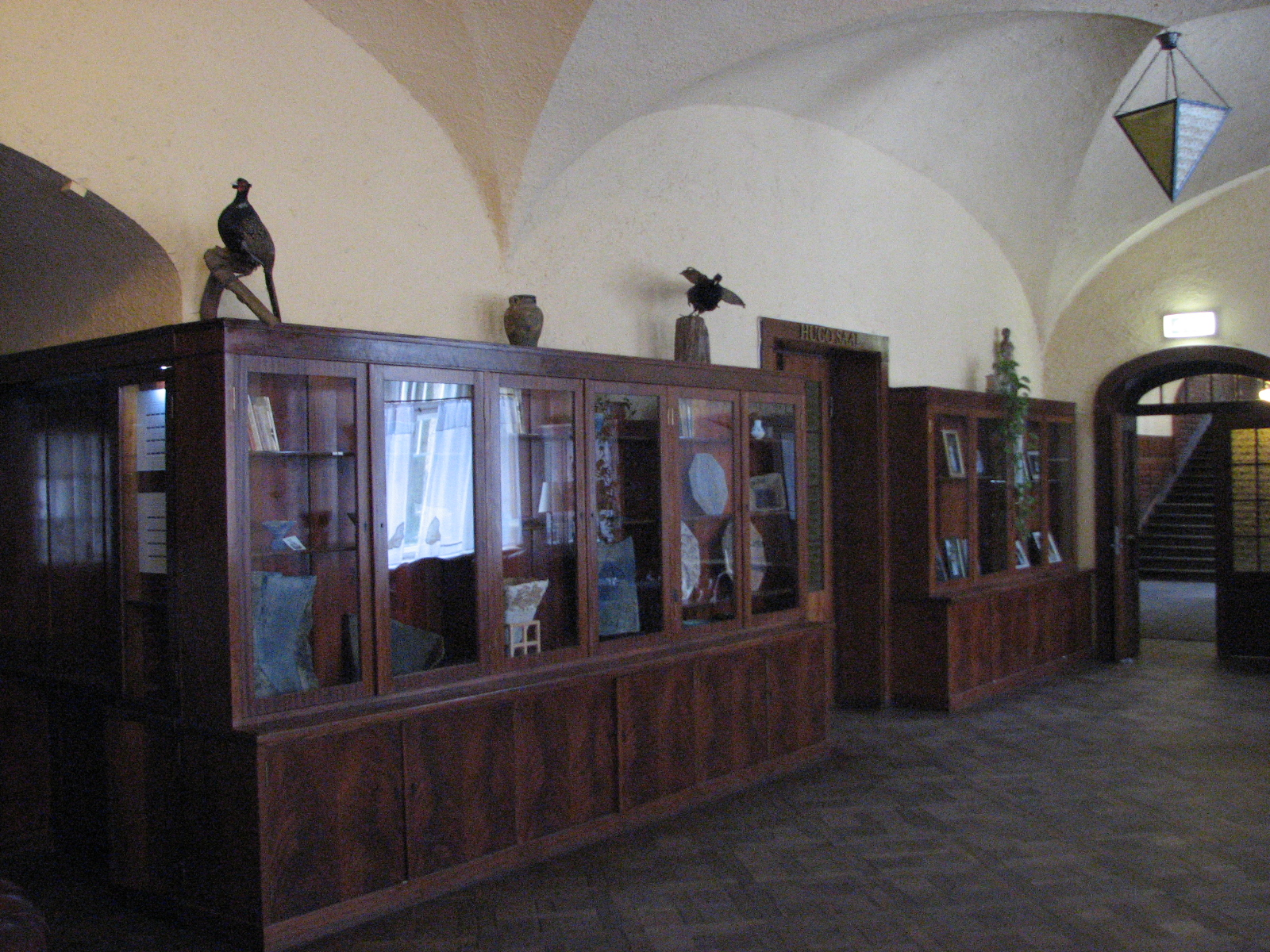
Jahisaal
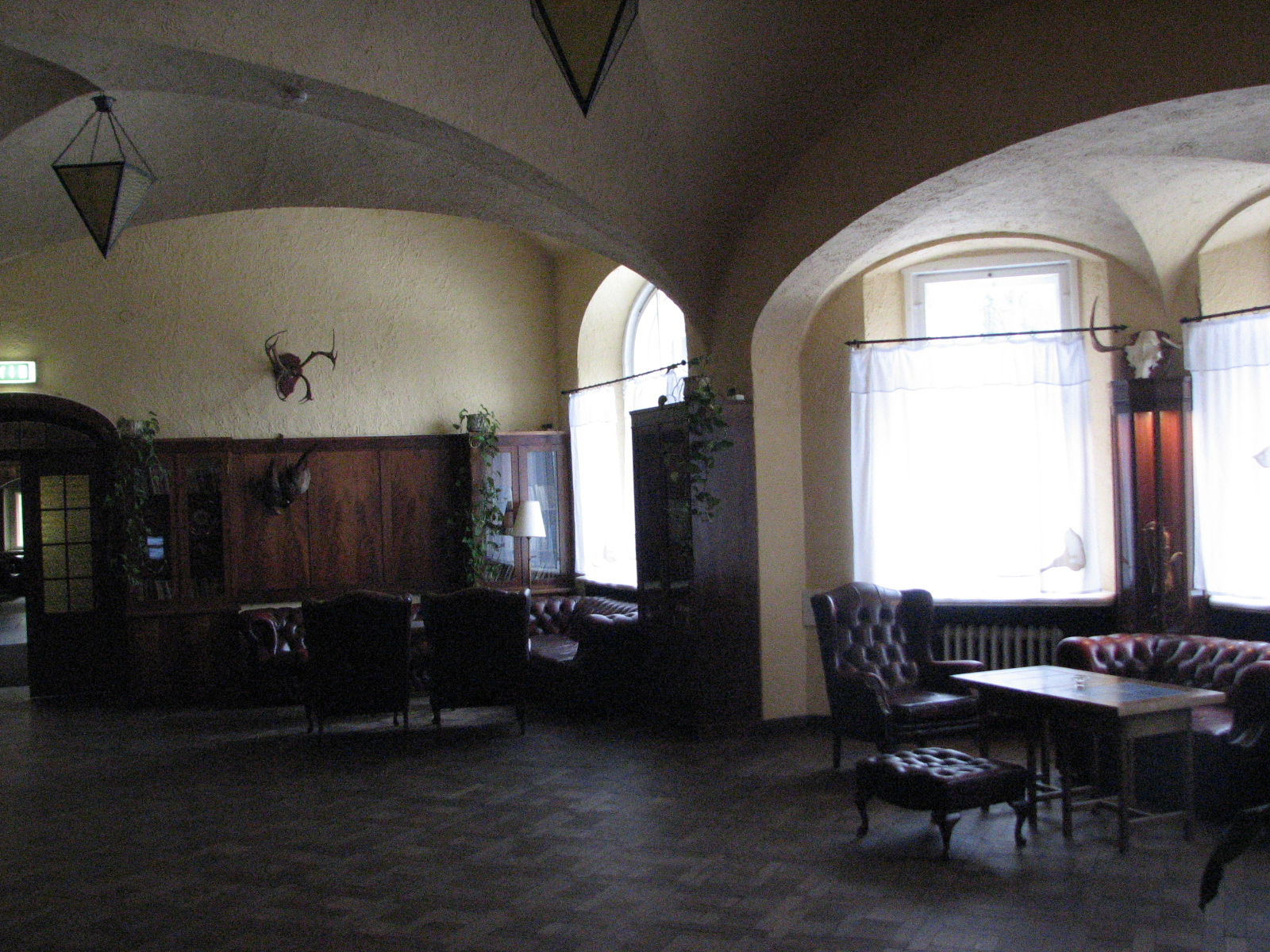
Jahisaal
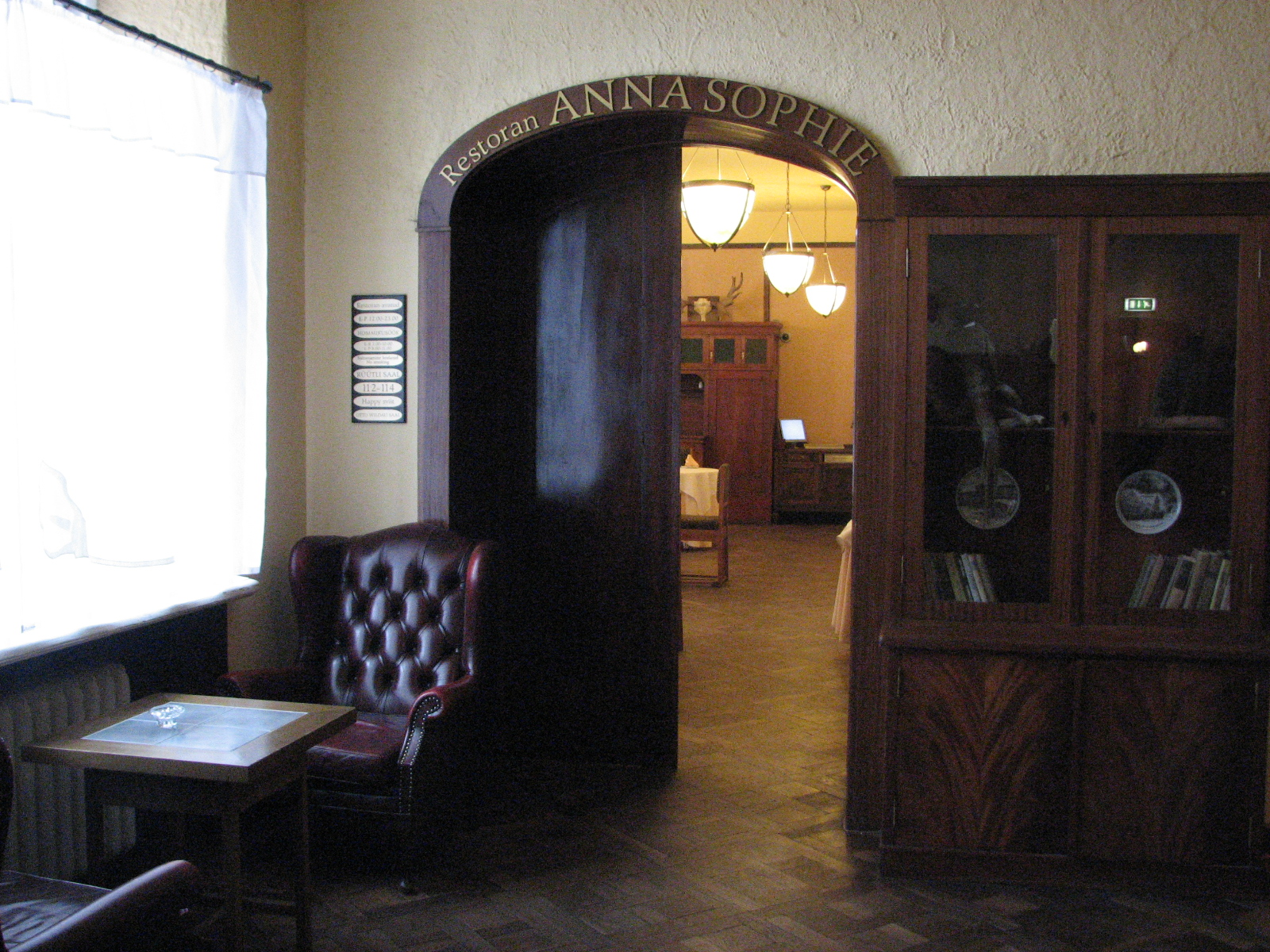
Jahisaal
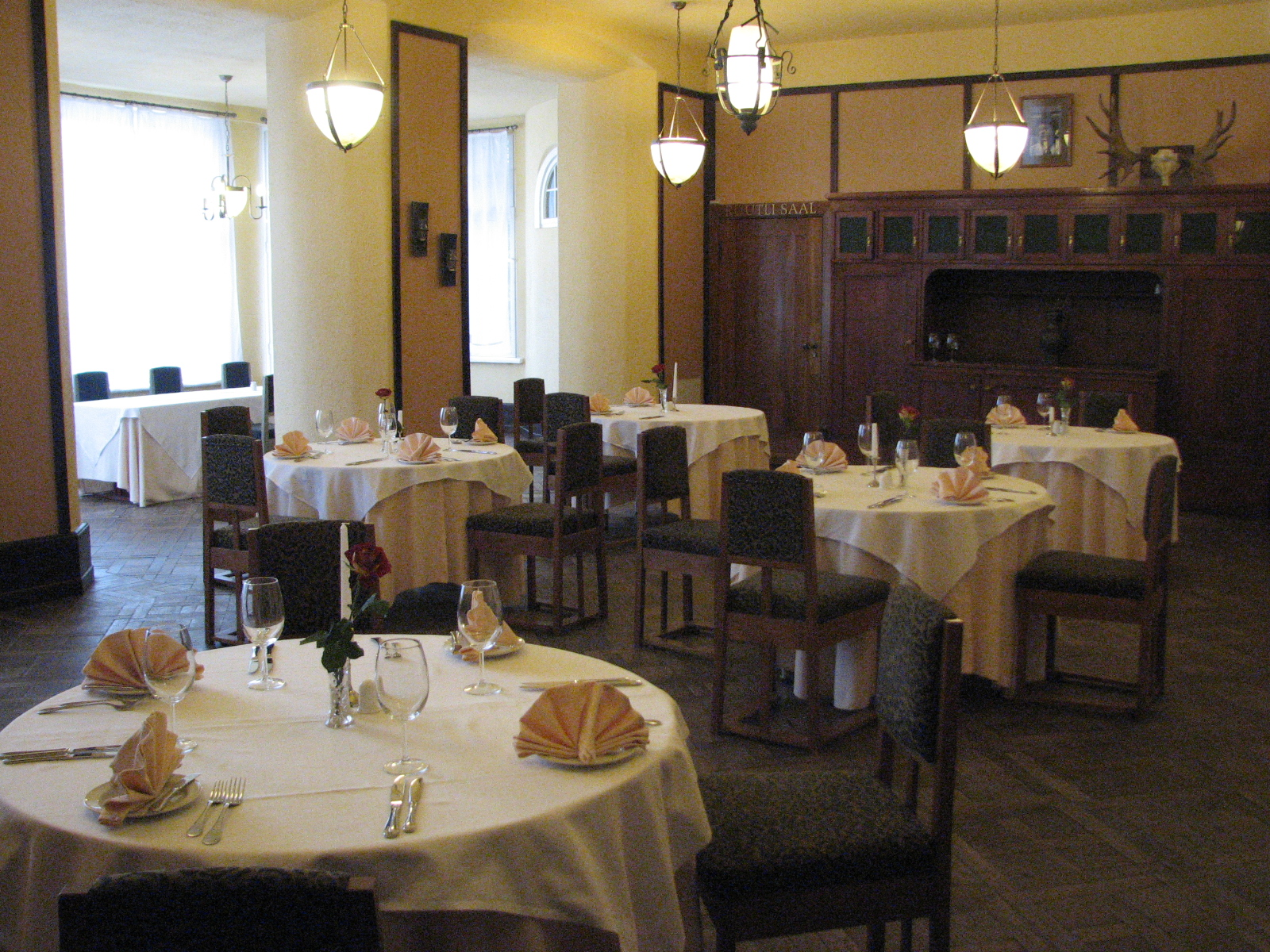
Anna Sophie restaurant
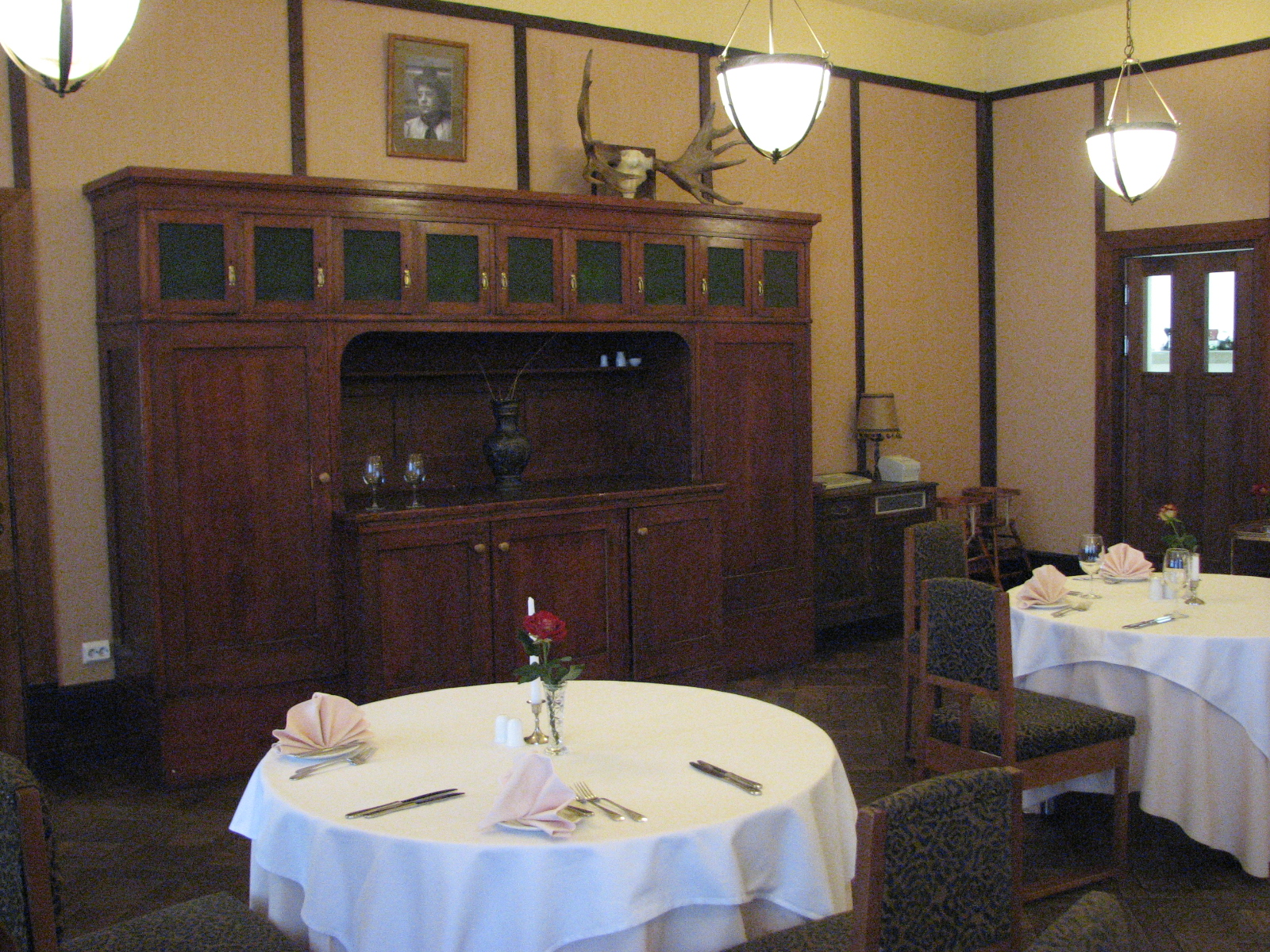
Anna Sophie restaurant
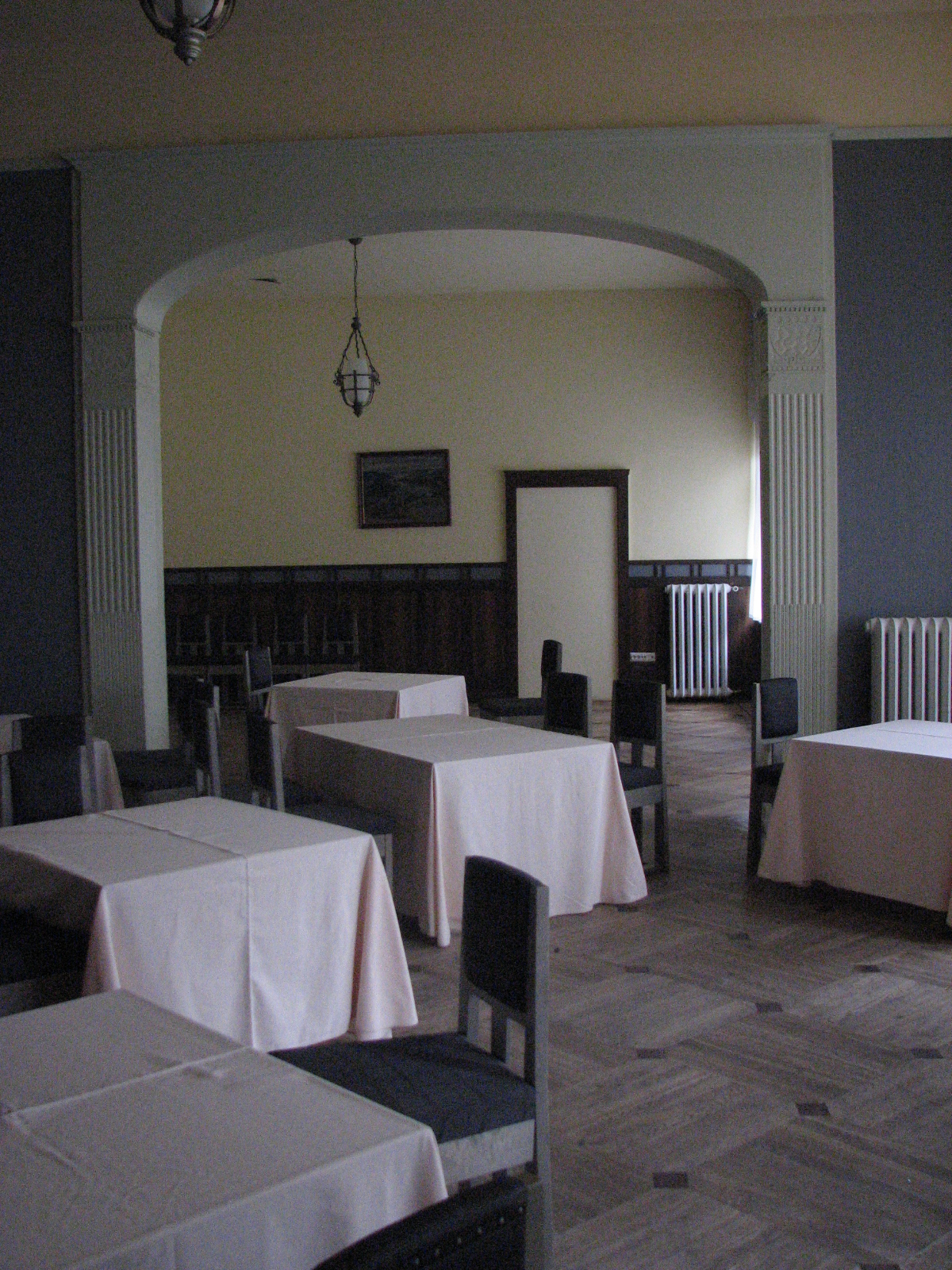
Hugo Saal
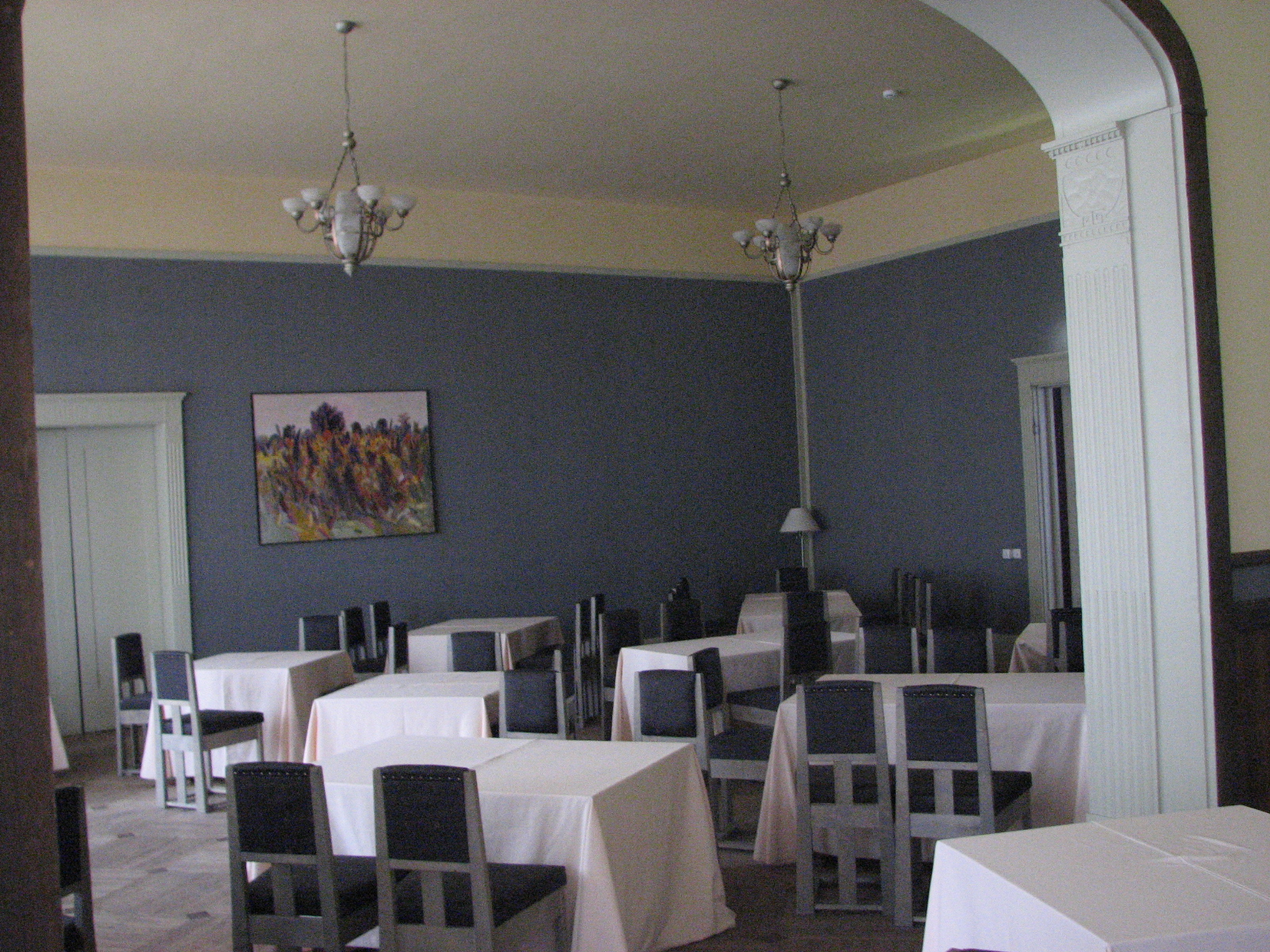
Hugo Saal
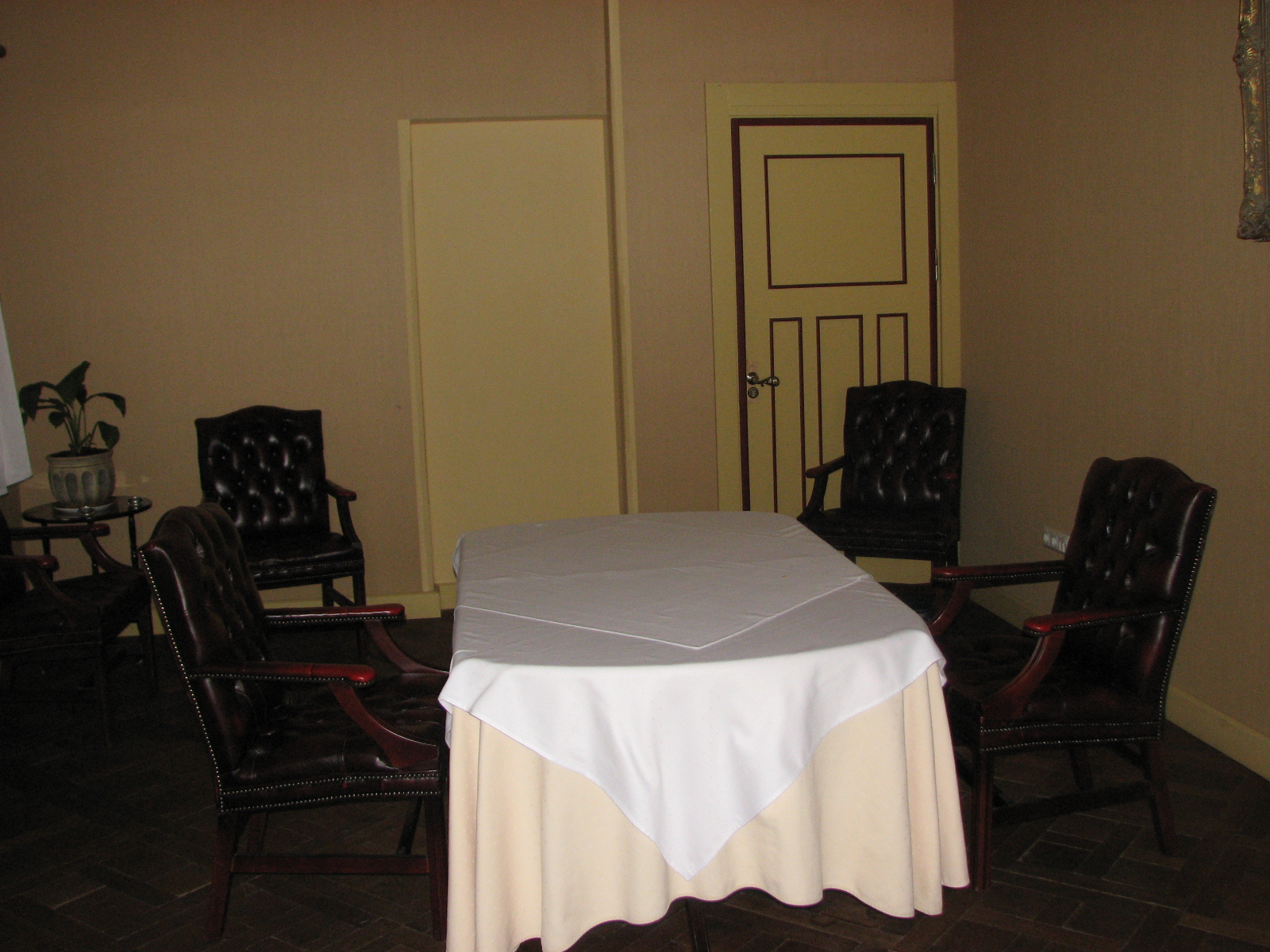
Rüütli Saal
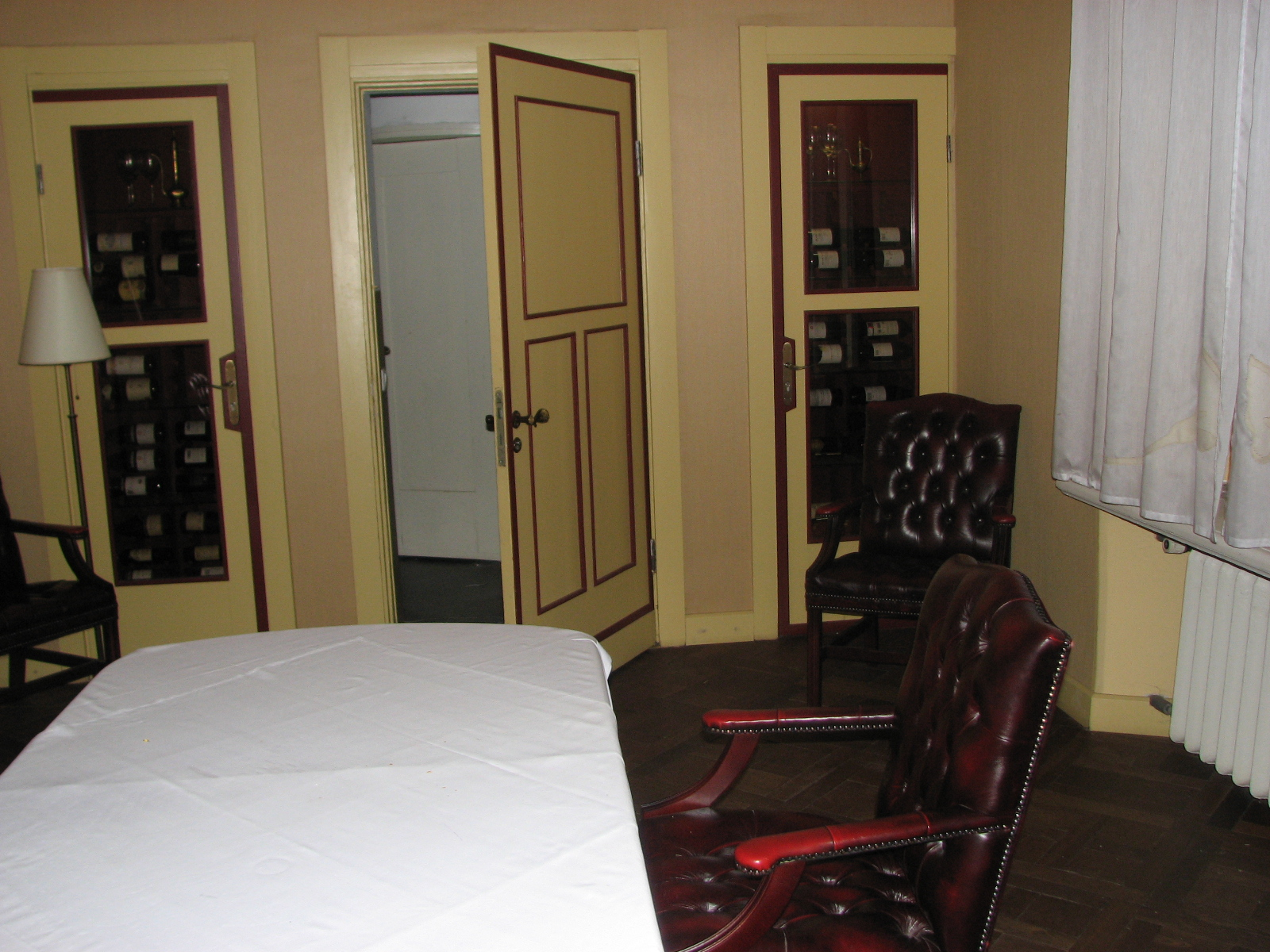
Rüütli Saal
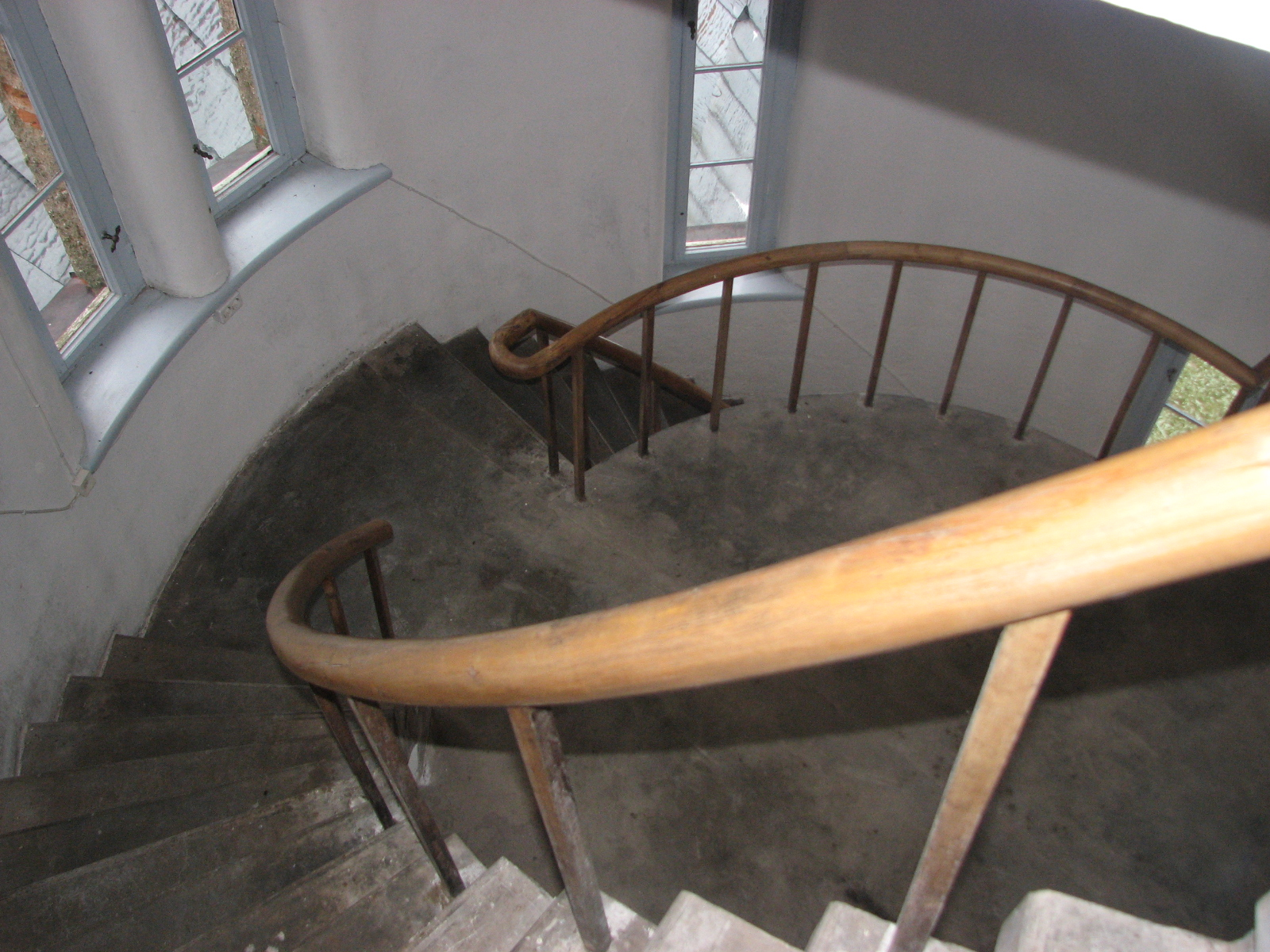
Trap naar de toren
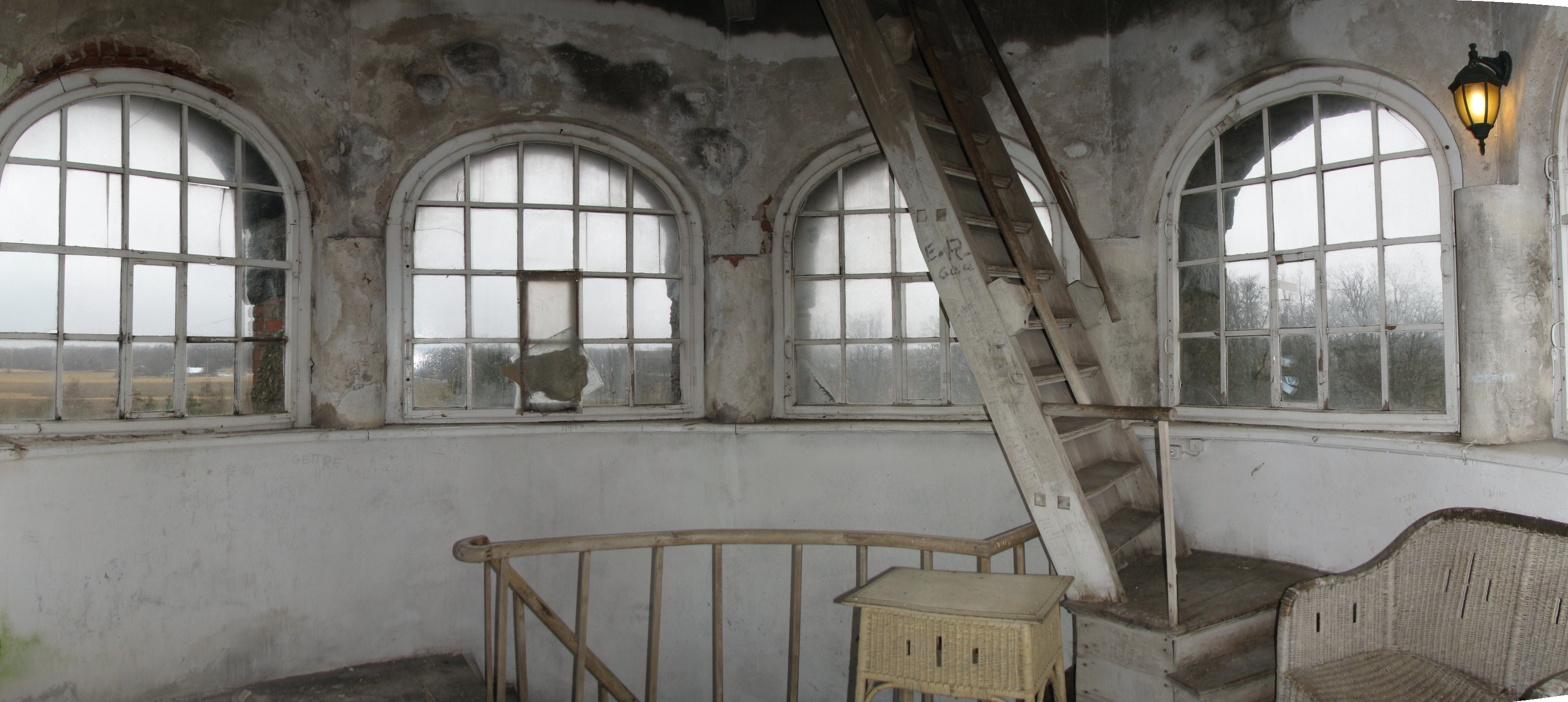
Observatiekamer in de toren
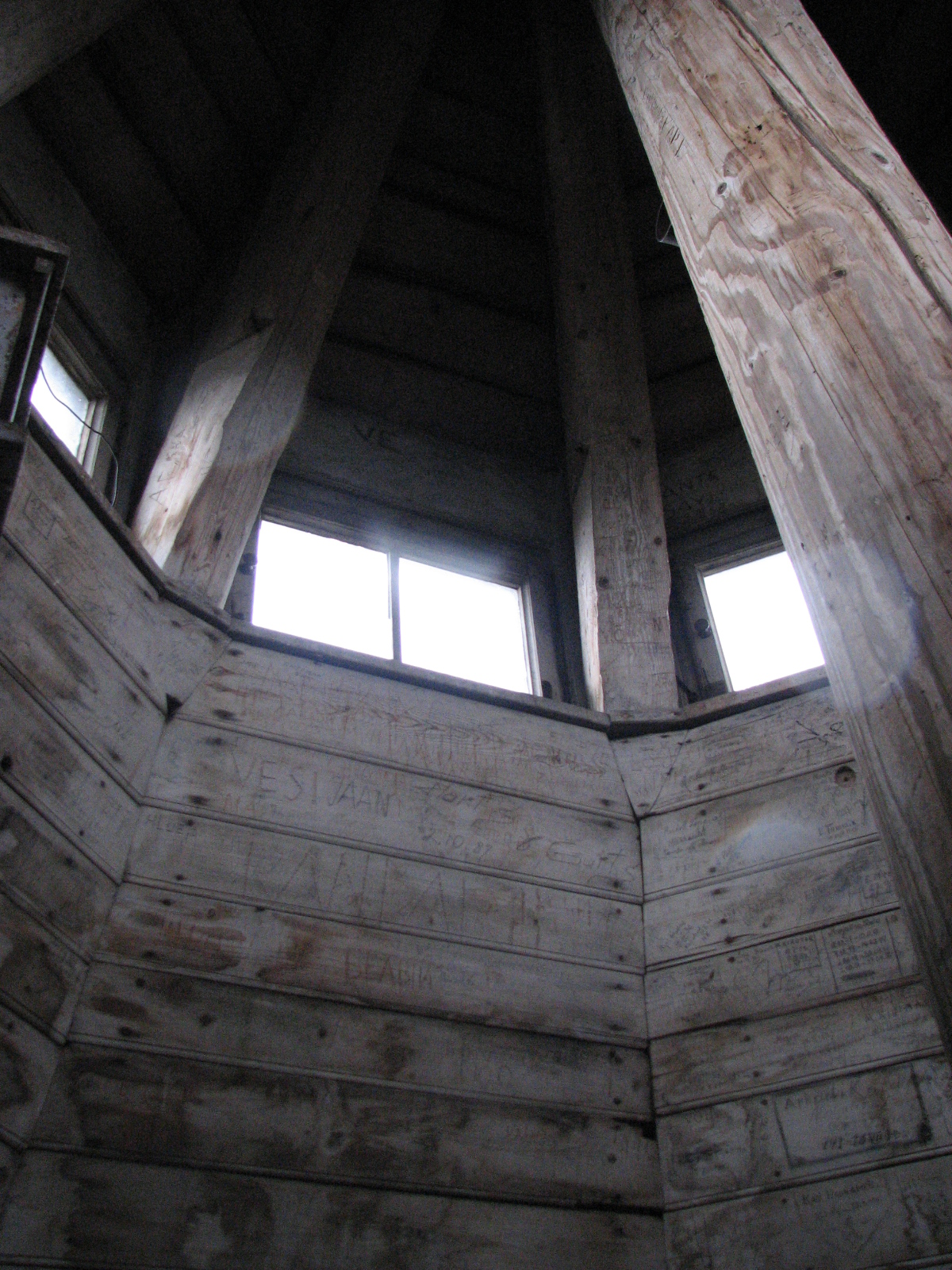
Bovenste verdieping van de toren
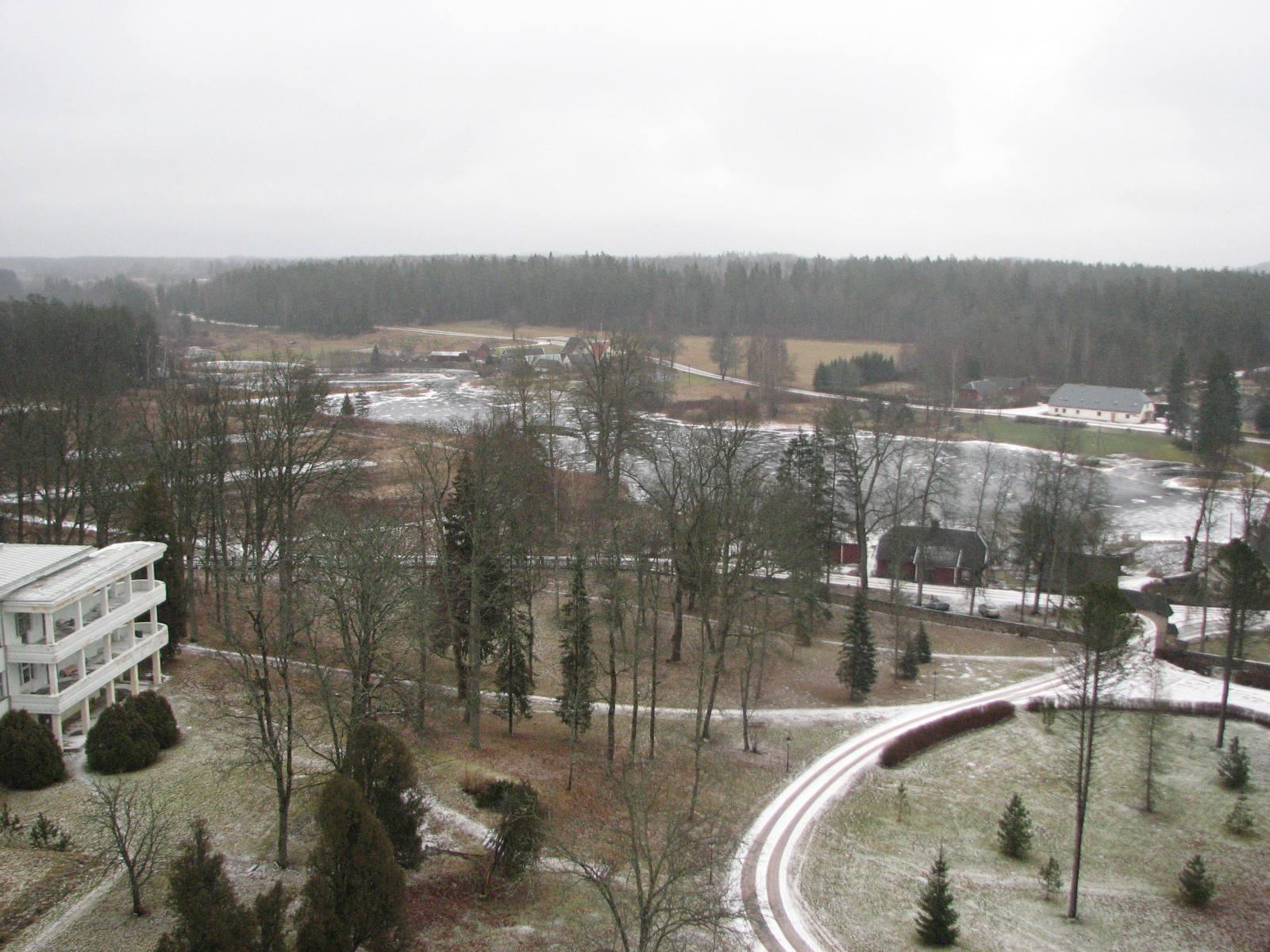
Uitzicht op de bovenste verdieping van de toren
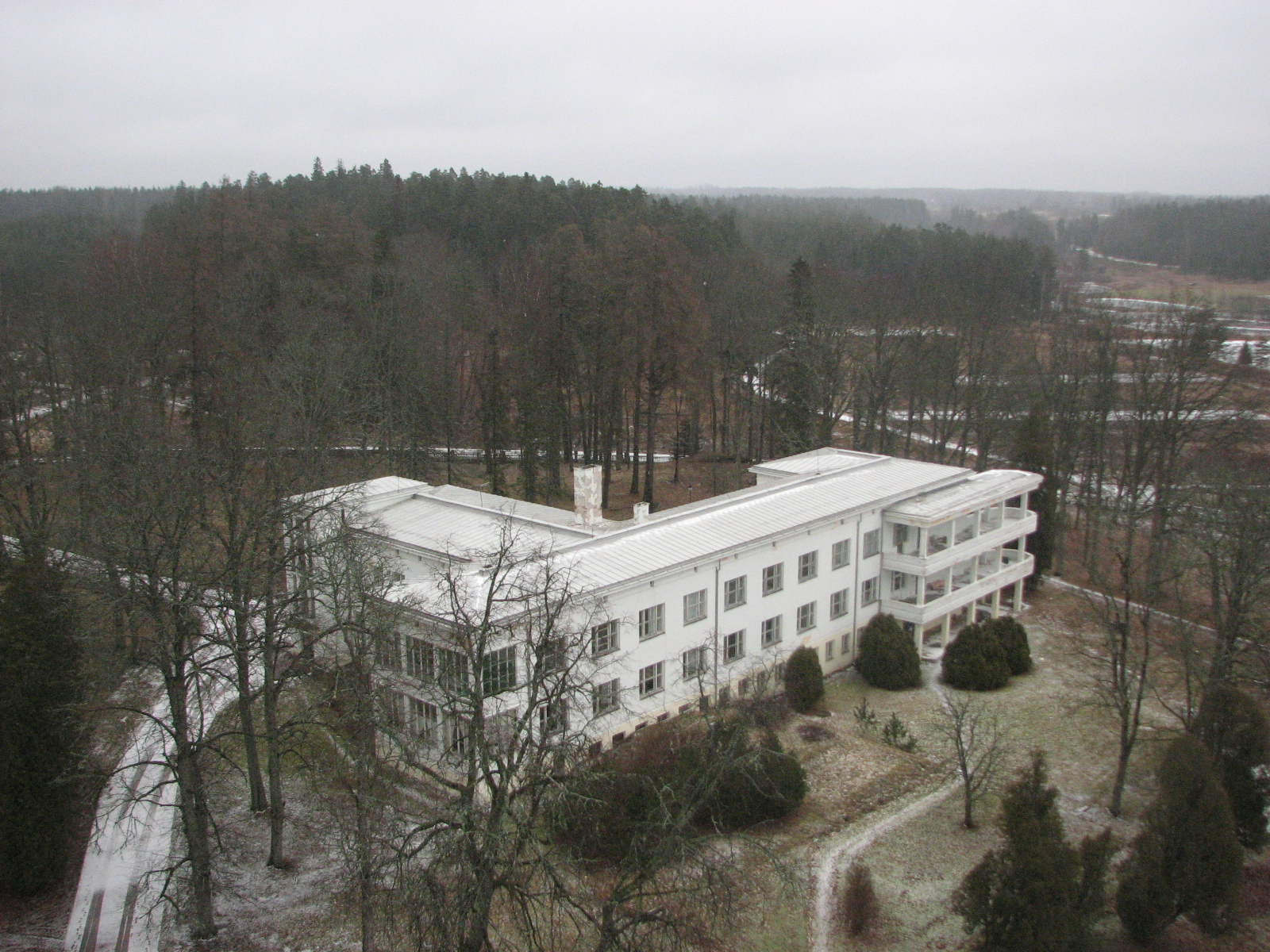
Uitzicht op de bovenste verdieping van de toren
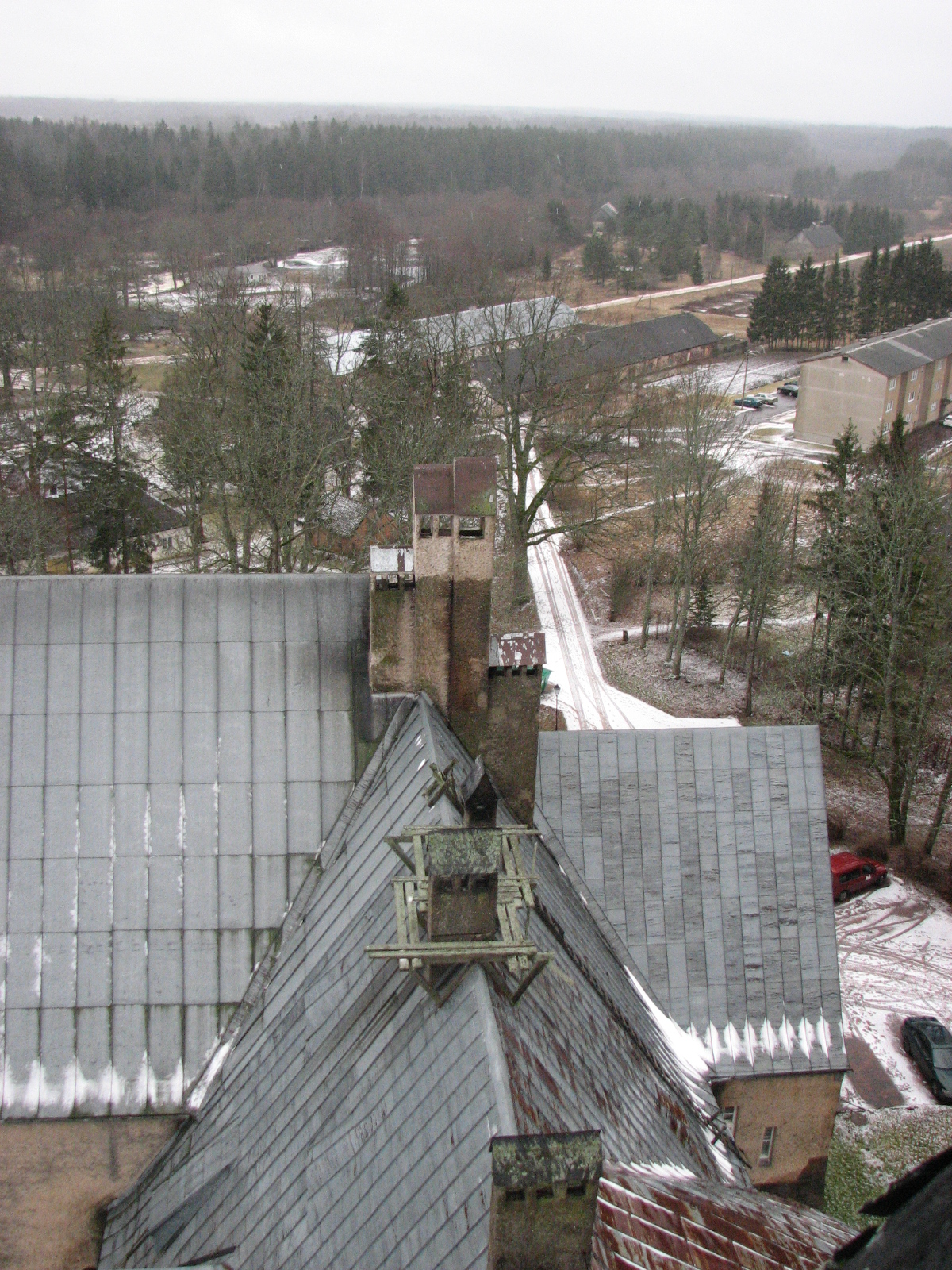
Uitzicht op de bovenste verdieping van de toren
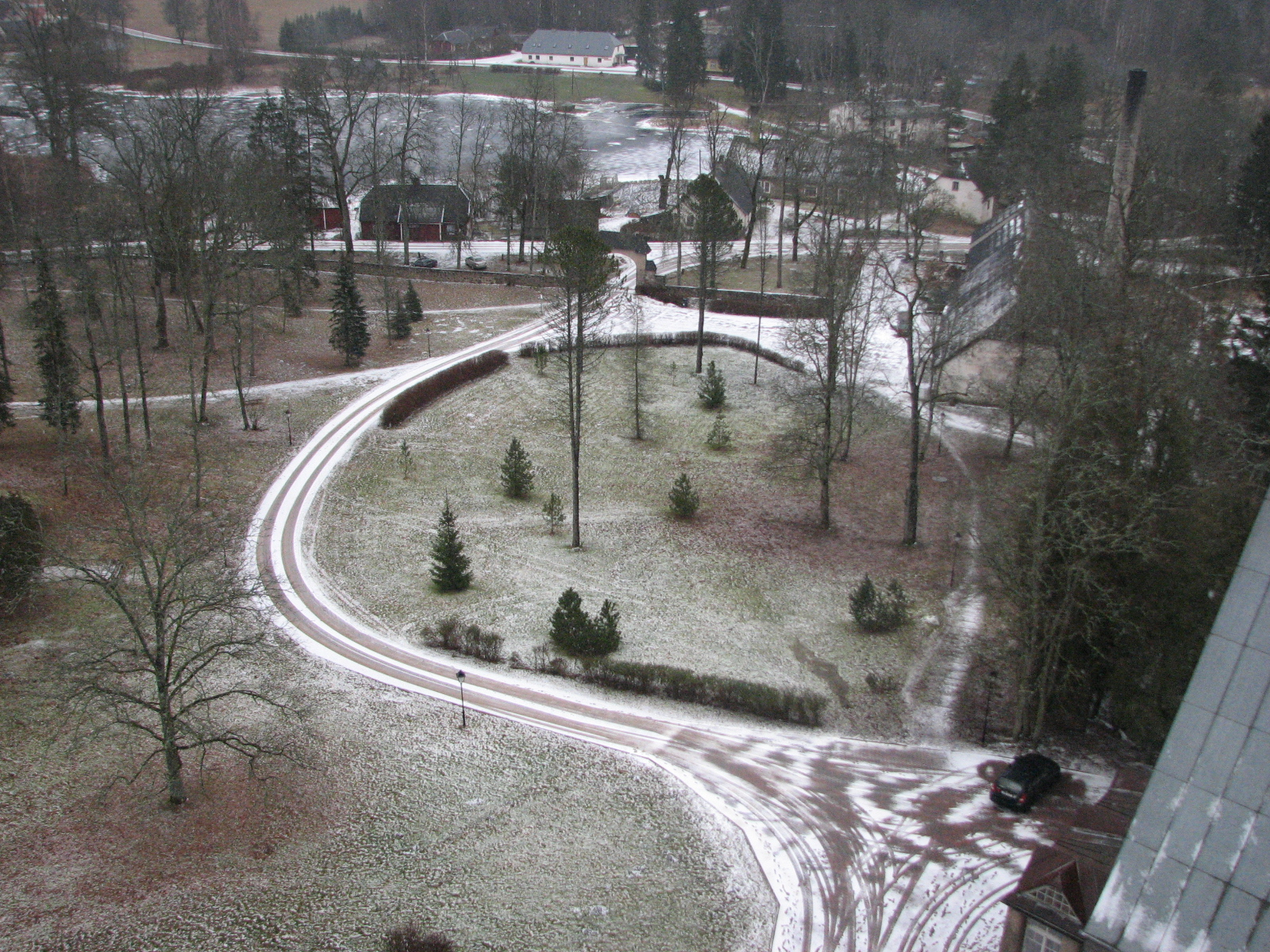
Uitzicht op de bovenste verdieping van de toren